# Mamá Naturaleza
Mamá Naturaleza es el sexto disco de estudio de Julio Andrade, lanzado en 2003. Su sencillo más conocido es «Jugo de tamarindo», que obtuvo la circulación para HTV (versión editada), Telehit y Ritmo Son Latino.

## Lista de temas
Todas las canciones compuestas por Julio Andrade, excepto la pista 7 por Felipe Punglo.
| N.º | Título                               | Escritor(es)  | Duración |  |
| 1.  | «Ella»                               |               |          |  |
| 2.  | «Jugo de tamarindo (Quibiribirombo)» |               |          |  |
| 3.  | «Mamá Naturaleza»                    |               |          |  |
| 4.  | «Baby»                               |               |          |  |
| 5.  | «Mi negra»                           |               |          |  |
| 6.  | «Amor de repente»                    |               |          |  |
| 7.  | «Amor iluso»                         | Felipe Punglo |          |  |
| 8.  | «¿Qué será?»                         |               |          |  |
| 9.  | «Cada mañanita»                      |               |          |  |
| 10. | «Volverás»                           |               |          |  |
| 11. | «Dos mañanas»                        |               |          |  |
| 12. | «Los niños se enamoran»              |               |          |  |